# San Pedro (departamento do Paraguai)
San Pedro é um departamento do Paraguai. Sua capital é a cidade de San Pedro (del Ycuamandiyú).

## Distritos
O departamento está dividido em 17 distritos:
- Antequera
- Capiibary
- Choré
- General Elizardo Aquino
- General Isidoro Resquín
- Guayaibí
- Itacurubí del Rosario
- Lima
- Nueva Germania
- San Estanislao
- San Pablo
- San Pedro
- Santa Rosa del Aguaray
- Aguaray
- Tacuatí
- Unión
- Veinticinco de Diciembre
- Villa del Rosario
- Yataity del Norte
- Yrybucua